# Renault 8

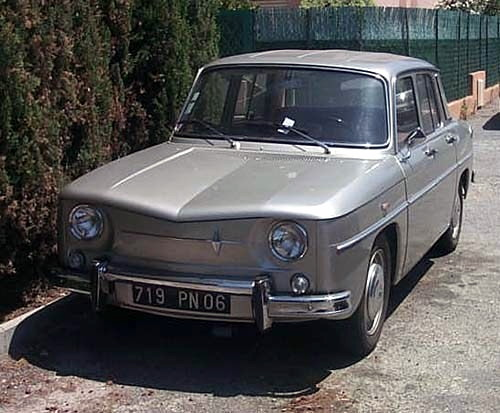
Renault 8

Renault 8 var en bil från Renault som presenterades hösten 1962.
Den trimmade modellen 8 Gordini vann många segrar i diverse tävlingar. Gordinin såldes även till gemene man och hade en toppfart på >175 km/h. Gordinin kom 1965 till Sverige. 30 stycken importerades och såldes företrädesvis till tävlingsförare. Den förste kändis som rattade en Renault 8 Gordini i större sammanhang var den kände VW-föraren Berndt Jansson, Botkyrka, som deltog i Midnattsolsrallyt med bilen. 1967 kom en förbättrad version av bilen med kraftigare motor, femväxlad låda, dubbla tankar - en fram och en bak, som förbättrade väghållningen.
Renault 8 hade svansmotor. En moderniserad version var Renault 10.
Renault 8 tillverkades även i Spanien och av Bulgarrenault i Bulgarien samt licenstillverkades av Dacia i Rumänien under namnet Dacia 1100.